# Héctor de Macedonia
Héctor de Macedonia fue un general macedonio que invadió Asia. La campaña transcurría con éxito hasta que, por razones desconocidas, decidió atacar a los nabateos. A pesar de contar con gran superioridad numérica y de calidad de sus tropas, su estrategia fue totalmente errónea. La batalla comenzó en los flancos, donde tenía una superioridad de caballería de 2 a 1. Sin embargo, el combate estaba indeciso, sus oficiales le aconsejaron enviar a su guardia personal, con él a la cabeza, para flanquear a la escasa caballería nabatea. Héctor no hizo caso, y se quedó en lugar "seguro", cuando de repente arqueros árabes empezaron a lanzar flechas a ese lugar, gran cantidad de sus mejores hombres cayeron sin ni siquiera particiar en la batalla. Inexplicablemente, Héctor mandó a su caballería de su flanco derecho, que estaba intentando flanquear a la infantería nabatea, cargar a la desesperada de frente contra los bien organizados lanceros. El flanco derecho macedonio se desintegró, al tiempo que Héctor caía muerto por una flecha. El resto del ejército, su infantería, que apenas había entrado en combate huyó despavorida, cayendo muchos de ellos en la persecución.
Se dice que Tolkien se inspiró en este personaje para una de sus historias. Se trataba de un general del reino élfico del Bosque Verde. El rey Thrandruil lo mandó a combatir a los trasgos que amenazaban las fronteras del reino. Mandó un fabuloso ejército al mando de este personaje. Sus oficiales le aconsejaron prudencia al marchar por el bosque, pero él quiso hacer una rápida campaña para volver con prontitud a su hogar. Unas arañas del bosque negro le tendieron una emboscada, siendo el general el primero en morir, sin ni siquiera saber que lo estaban atacando.
- Datos: Q5906510